# The Wendell Baker Story
The Wendell Baker Story è un film del 2005 diretto da Andrew Wilson e Luke Wilson, interpretato dallo stesso Luke Wilson, dal fratello Owen Wilson ed Eva Mendes.
Nel film hanno collaborato tre dei quattro fratelli Wilson: Owen, Luke ed Andrew.

## Trama
Wendell Baker è una persona di buon cuore che si autodefinisce un imprenditore: aiuta i messicani ad ottenere documenti falsi per lavorare e vivere negli Stati Uniti. Purtroppo viene scoperto dalle autorità e passa del tempo in prigione, dove riesce a fare gruppo, aiutando addirittura i neonazisti a far pace coi neri. Wendell è un personaggio simpatico e altruista ma non si accorge di fare si del bene alle altre persone ma non alla sua fidanzata Doreen, che si allontana. Gli viene concesso di uscire dal carcere per seguire un percorso di riabilitazione mediante lavori socialmente utili: poiché ha espresso il desiderio di lavorare nel mondo alberghiero, viene spedito in una casa di riposo, dove scopre una gestione criminale. Con l'aiuto degli anziani residenti salverà i vecchi e la sua vita.